# CBCニュース (カナダ)
CBCニュース（CBC News）は、カナダ放送協会（CBC）の一部門であり、 CBCテレビジョン、 CBCラジオ、 CBCニュースネットワーク、 CBC.caなどの英語事業に関するニュース番組の収集と制作を担当している。1941年に設立され、カナダ最大のニュース放送局であり、地方、地域、全国放送と放送局がある。フランス語の対応するRadio-Canada Infoと頻繁に連携するが、2つは組織的に分離されている。CBCは、CBCジャーナリズムが、一般の人々からの期待と義務に応えようとするポリシーの枠組みを提供する、ジャーナリズムの基準と慣行に従う。

## 歴史
最初のCBCのニュース放送は、1936年11月2日のバイリンガルラジオリポートだった。CBCニュースサービスは、第二次世界大戦中の1941年1月1日に発足し、この時、ニュース編集長のダン・マッカーサーがウェルズ・リッチーにアナウンサーのチャールズ・ジェニングスの全国リポートの準備を20:00に行った。ジェニングスをフォローしたリーダーは、ローン・グリーン、フランク・ハーバート、アール・キャメロンだった。『CBCニュースラウンドアップ（CBC News Roundup）』（フランス語版：『La revue de l'actualité』）は1943年8月16日19:45に始まり、1966年10月31日に『ザ・ワールド・アット・シックス』に置き換えられた。
英語のテレビでは、『CBCニュースマガジン』の一部である最初のニュースが1952年9月8日に、当時テレビ放映された唯一の英語放送局であるCBLT（トロント）で放送された。同年後半に『CBCナショナルニュース』が導入され（アンカー：ラリー・ヘンダーソン、アール・キャメロン、スタンリー・バーク）、1970年に番組名を『ザ・ナショナル』に変更した。
CBCは、1996年に「Newsworld Online」ウェブサイトを介してオンラインでニュースの配信を開始した。「CBCニュースオンライン」サイトは1998年に立ち上げられた。2016年に、同サイトは「CBCインディジェナス（CBC Indigenous）」に名前が変更された。2017年、CBCニュースは、トロント、オタワ、バンクーバーに拠点を置く4人の共同アンカーと、月曜日から木曜日に2人のアンカー、金曜日と日曜日に1人のアンカーを備えた、主力ニュース番組『ザ・ナショナル』をリニューアルした。

## ニュース制作

### テレビ
CBCニュースのテレビニュースセクションは、CBCテレビジョン及びCBCニュースネットワークのニュース番組を担当しており、『ザ・ナショナル』、『マーケットプレイス』、『ザ・フィフス・エステート』、ダイアナ・スウェインの『ザ・インベスティゲーターズ（The Investigators）』などの全国ニュース番組が含まれる。また、2020年9月に終了されるまで『ザ・ウィークリー・ウィズ・ウェンディ・メスリー』を担当していた。
また、エア・カナダの機内エンターテインメントに関するニュース、ビジネス、天気、スポーツ情報も担当している。

#### ローカルニュース
CBCテレビジョンの殆どのローカルニュース放送は、『CBC News: Toronto at Six』などの『CBC News: [市/州名]』としてブランド化されている。ラジオのローカルニュース放送は、午前と午後のドライブ番組の30分と、日中の他の時間に聞くことができる。

### ラジオ
CBCニュースのラジオニュースセクションは、CBCの全国ラジオニュース放送の時間ごとの更新を制作し、地域の更新のコンテンツを提供する。主なラジオ番組には、『ワールド・リポート』、『ザ・ワールド・アット・シックス（The World at Six）』、『ザ・ワールド・ディス・アワー』、 『ザ・ワールド・ディス・ウィークエンド（The World this Weekend）』などがある。ニュースと情報の大部分はCBCラジオ・ワンで放送されている。全てのニュース放送は、オンライン、アプリ、または音声起動のバーチャルアシスタントを介してオンデマンドで利用できる。

### オンライン
CBCニュースオンライン（CBC News Online）は、CBCのCBC.caニュースウェブサイトである。1996年に立ち上げられ、2012年にカナダで最も人気のあるニュースサイトの1つに選ばれた。このウェブサイトは、地域、国内、国際ニュース報道、及び調査、政治、ビジネス、芸術、エンターテインメント、先住民族、健康、科学、技術ニュースを提供する。2016年11月に意見セクションが再導入された。多くのリポートには、CBCのテレビ・ラジオニュースサービスからのポッドキャスティング、オーディオ、映像が付属している。CBCニュースのコンテンツは、Facebook、Twitter、Instagramなどの複数のプラットフォームで利用できる。

### CBCニュースネットワーク
CBCニュースネットワーク（CBC News Network、旧:CBC Newsworld）は、CBCが直営する英語のニュースチャンネルである。1989年7月31日、ハリファックス、トロント、ウィニペグ、カルガリーのいくつかの地域スタジオから放送を開始した。CBCニュース部門の大規模な更新の一環として、2009年に「CBCニュースネットワーク」として刷新され、リニューアルされた。現在の番組には『CBCニュースナウ』（トロントを拠点とし、ヘザー・ヒスコックス、スハナ・メハーチャンド、キャロル・マクニール、ジョン・ノースコット、アンドリュー・ニコルズ（平日）、アーティ・ポールとマイケル・セラピオ（週末）がアンカーを務める）、『パワー&ポリティクス』（オタワを拠点とし、バッシー・カペロスがホストを務める）、『ザ・ナショナル』（エイドリアン・アルセノー、イアン・ハノマンシング（トロント）、アンドリュー・チャン（バンクーバー）、ローズマリー・バートン（オタワ））などがある。同ネットワークは2020年1月22日に4アンカー形式を廃止し、月曜日から木曜日までアルセノーとチャンの共同アンカーを持ち、金曜日と日曜日版のソロアンカーとしてハノマンシングを起用した。バートンはCBCニュースの主任政治担当記者になり、引き続き、『ザ・ナショナル』の毎週の政治パネル「At Issue」のホストを務めている。

### ウェザーセンター
2005年11月、カナダ環境省から提供されたデータの一部を使用して、国内・国際的な気象を報道するためにCBCニュースウェザーセンターが設立された。クレア・マーティンは、ウェザーセンターの主要な顔として雇われた。
2014年4月、CBCの予算削減により、国立気象センターは事実上解散した（マーティンは数か月前にCBCを退職した）。CBCローカル局の気象キャスターは保持されたが、『ザ・ナショナル』とCBCニュースネットワークにリポートを提供する責任が追加された。
2014年11月、CBCは、この新しいシステムの実装の難しさを理由に、同年12月8日に発効した個人所有のケーブル専門チャンネルであるザ・ウェザー・ネットワークとの1年間のトライアルコンテンツ共有パートナーシップを発表した。パートナーシップの下で、CBCからの天気関連のニュース報道へのアクセスと引き換えに、ザ・ウェザー・ネットワークは、『ザ・ナショナル』とCBCNNの昼間の番組で見られる全国天気予報、及びCBCトロントの週末のニュース放送の地域予報を提供する。トロントを除いて、地元のニュース放送中の気象報道は影響を受けませんでした、そしてCBCバンクーバー気象学者のヨハンナ・ワグスタッフェはCBCニュースネットワークで『CBCニュースネットワーク (テレビ番組)』のバンクーバーベースの（プライムタイム）版のために気象報道を提供し続ける。
殆どのCBCローカル局は、次のような地域気象情報を提供するために気象チームを保持している。
- ヨハンナ・ワグスタッフェ - CBCバンクーバー気象学者
- イアン・ブラック（英語版） - CBCオタワ気象学者
- ジョン・ソーダー - CBCマニトバ気象学者
- ジェイ・スコットランド - CBC PEI気象学者
- カレン・ジョンソン - CBCトロント/ウィンザーの気象スペシャリスト
- キャサリン・バードン＝ダイヤモンド - CBCモントリオール気象スペシャリスト
- タナラ・マクリーン - CBCエドモントン/カルガリー気象スペシャリスト[要出典]

ザ・ウェザー・ネットワークとのコンテンツパートナーシップは、当初の1年間を超えて継続され、拡大された。CBC.caの天気セクションは、ザ・ウェザー・ネットワークからの予報を優先して段階的に廃止され、ローカルのCBCニュースのヘッドラインが後者のウェブサイトに表示される。

## 番組

### テレビ
CBCニュースは以下のテレビ番組を提供している。
現在の番組:
- ザ・ナショナル - 旗艦ニュース番組
- CBCニュースネットワーク (テレビ番組)
- ザ・フィフス・エステート（英語版） - 週刊ニュースマガジン
- マーケットプレイス（英語版） - 消費者ニュースマガジン
- パワー&ポリティクス（英語版） - 政治ニュース番組
- ザ・インベスティゲーターズ・ウィズ・ダイアナ・スウェイン
- ローカルニュース番組
- ドキュメンタリーシリーズ『Doc Zone（英語版）』、『ザ・パッショネイト・アイ（英語版）』、CBC Docs POV、『ザ・ネイチャー・オブ・シングス（英語版）』は、CBCニュースネットワークで放映されているが、CBCニュースでは制作されていない。
- ローズマリー・バートン・ライブ（英語版） - 『ザ・ウィークリー・ウィズ・ウェンディ・メスリー（英語版）』に置き換わる日曜日のニュース番組
- カナダ・トゥナイト・ウィズ・ジネラ・マッサ（英語版） - 平日のニュース番組

過去の番組:
- CBCニュースマガジン（英語版）（1952年 - 1981年）
- ザ・ジャーナル（英語版）（1982年 - 1992年）
- CBCプライムタイムニュース（1992年 - 1995年）
- マンスブリッジ・ワン・オン・ワン（英語版）（1999年 - 2017年）
- ザ・エクスチェンジ（英語版）（2009年 - 2016年）
- オン・ザ・マネー（英語版） - ビジネスニュース番組（2016年 - 2018年）
- ザ・ウィークリー・ウィズ・ウェンディ・メスリー（英語版）（2018年 - 2020年）

### ラジオ
CBCニュースは以下のラジオ番組を提供しています。
- ワールド・リポート（英語版） - 朝のニュース番組
- ザ・ワールド・ディス・アワー（英語版） - 毎時ニュース番組
- ザ・ワールド・アット・シックス（英語版） - 夕方の全国ニュース番組
- ザ・ワールド・ディス・ウィークエンド
- ザ・ハウス（英語版） - 週刊国家政治問題番組
- ローカルニュース番組

### デジタル
CBCデジタルは、次のサービスを提供している。
- CBCNews.caのウェブサイトとデジタルニュースアプリ
- ラジオやテレビのニュース番組のライブ及びオンデマンドストリーミング
- ポッドキャスト（放送のハイライトとFinding Cleoのようなオリジナルコンテンツ）
- Facebook、Instagram、Snapchatを含むソーシャルメディア。CBCニュースのTwitterフィードには250万人以上のフォロワーがいる。
- 空港、電車、エレベーター、コーヒーチェーンでのCBCニュースのデジタル配信

## CBCニュースの基準
CBCは、CBCジャーナリズムが、一般の人々からの期待と義務に応えようとするポリシーの枠組みを提供する、ジャーナリズムの基準と慣行に従う。同じ基準が、CBCニュースとそのフランス語版であるInfo Radio-Canadaの両方に適用される。2018年にリリースされた改訂されたガイドラインは、ジャーナリストによるドローンの倫理的使用などの現代的な問題に対処している。

## 偏向の申し立て
「ナショナル・ポスト」、元首相のスティーヴン・ハーパー、コラムニストのバーバラ・アミエルなど、いくつかの報道機関や政治家は、CBCのニュース報道に自由主義的な偏向があると非難している。
2002年の公開調査では、CBCは他のカナダのニュースネットワークよりも客観的ではないと見なされており、結果は潜在的な左翼偏向を示唆していることが分かった。 
2009年、CBC社長のヒューバート・ラクロワは、ニュースに偏向があるかどうか、偏っている場合はどの程度偏っているのかを判断するための調査を依頼した。彼は「私たちの仕事は、私たちが真剣に受け止めていることだが、私たちが提供する情報が、私たちが行う全てのことにおいて公平・公正であることを保証することである」と述べている。調査によると、カナダ人はCBCを、他のカナダのニュース組織よりも中心的な偏見が残っていると認識していた。
2010年4月、カナダ保守党の大統領は、CBCに代わって多くの世論調査プロジェクトを指揮し、CBCの政治ニュース番組に出演したフランク・グレイブスに関してCBCに苦情を申し立てた。グレイブスは、彼がカナダ自由党に政治戦略に関する非公式の助言を提供したことを認め、保守派が人種差別的で同性愛嫌悪であることを示唆する焼夷弾のコメントをした。CBCオンブズマンが実施した調査では、「グレイブス氏の個人的な見解が何であれ、CBCジャーナリストは彼に対処する際にCBCのジャーナリズム基準と慣行に違反していないようだ」と結論付けた。
CBC自体は、偏向の全ての主張を否定し、「偏見や偏見を持たず、何を考えるべきかを伝えずに、全国の視聴者に何が起こっているかを知らせるのはCBCニュースの義務である。私たちは、公正かつ誠実に報告することが私たちの義務であると信じている」と述べている。
カナダ人を対象とした2017年の調査によると、CBC TVが最も偏った全国ニュースメディアであると認識されており（カナダ人全体の50％が偏っていると認識され、グローブ・アンド・メールと結びついている）、CBCラジオがそれに続いている（カナダ人全体の49％が偏っていると認識されている）。回答者は主に、保守党、自由党、新民主党の有権者の間で一貫して保持されていた見解である、自由党を支持するCBC TVとラジオの報道への偏向を見た。
2019年カナダ連邦選挙の2週間前の2019年10月、CBCは、キャンペーン資料でリーダーの討論からの抜粋を使用したとして、カナダ保守党を訴えた。CBCは、抜粋を引き続き使用する当事者に対して差し止め命令を申し立てると共に、保守党とその常務取締役であるダスティン・ヴァン・ヴクトに、当事者が「著作権で保護された素材の不正使用に関与した」ことの承認を求めた。これに対し、保守党は、17秒間の映像が使用され、訴訟が提起される前に問題のビデオが削除されたと述べ、「この決定が選挙の前夜に行われ、CBCが公正且つ客観的に報道することになっていることを深刻に懸念している」と述べた。CBCの訴訟は、保守党の使用は許容され、公正な取引に該当するとの連邦裁判所の判決で却下された。
2022年1月、ジャーナリストのタラ・ヘンレイは、CBCを退職したことを公に説明し、CBCには、重要なコミュニティや経済の問題を無視しつつ、人種問題に焦点を当て過ぎる「根本的な政治的議題」があると述べた。

## CBCニュースの殿堂
CBCニュースの殿堂（CBC News Hall of Fame）、カナダのジャーナリズムを形作った男女を称えるために2015年に設立された。CBCのトロント本社にある入会者は次の通り。
- 2015年 - ノウルトン・ナッシュ（英語版）[43]
- 2016年 - ジョー・シュレジンジャー[44]
- 2017年 - バーバラ・フラム（英語版）[45]
- 2018年 - トリーナ・マックイーン（英語版）[46]
- 2021年 - ラッシ・ナシャリック（英語版） [47]

## オンブズマン
CBCは、ジャーナリズムにおいてその正確性、完全性、公平性を維持することを目指している。カナダの機関および報道機関として、CBCはジャーナリズムの基準と慣行を定め、これらの原則に準拠して活動している。バランスの取れた視点は、放送中の議論を通じて提示されなければならない。他の公的および私的なジャーナリズム事業と同様に、一般の人々から見た信頼性は、企業の最も価値のある資産と見なされている。CBCオンブズマンは、CBC番組のスタッフおよび経営陣から完全に独立しており、CBCの社長に直接報告し、社長を通じて企業の取締役会に報告する。

## CBCニュース支局

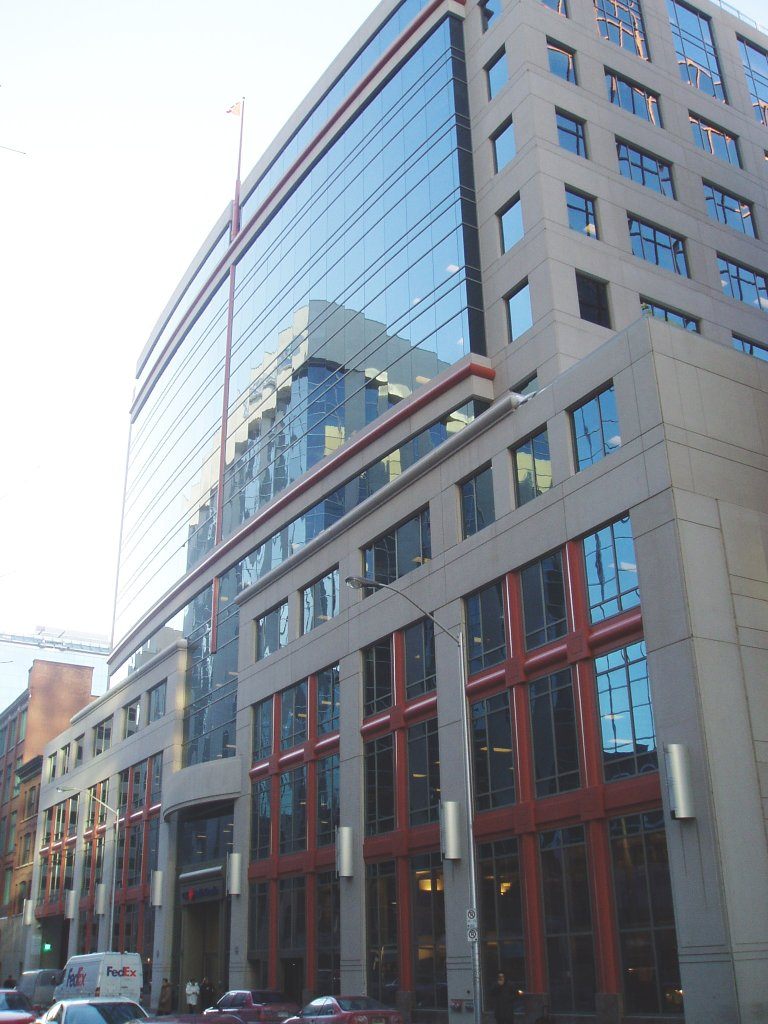
オタワのCBCオタワ放送センター

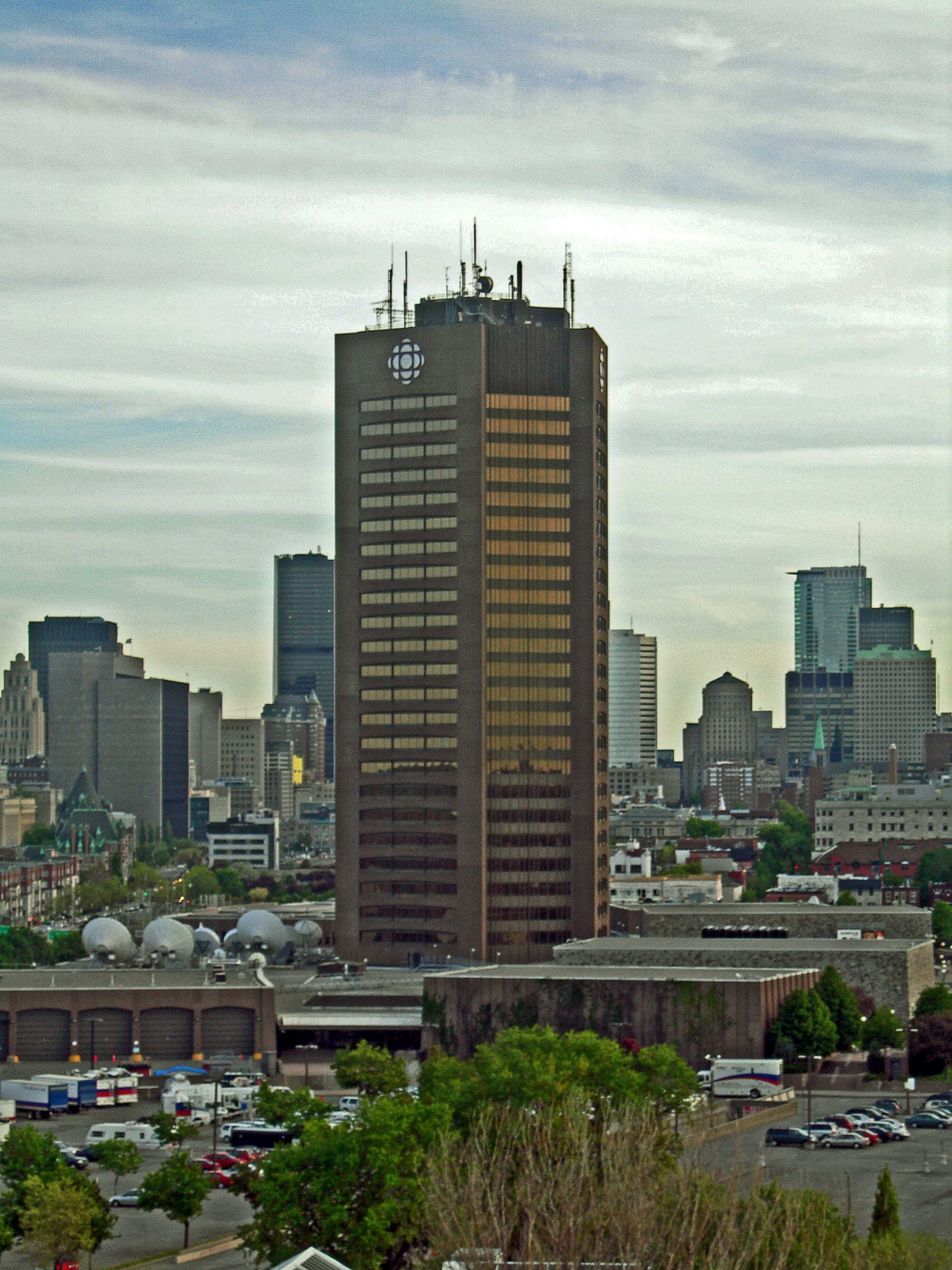
モントリオールのMaison de Radio-Canada

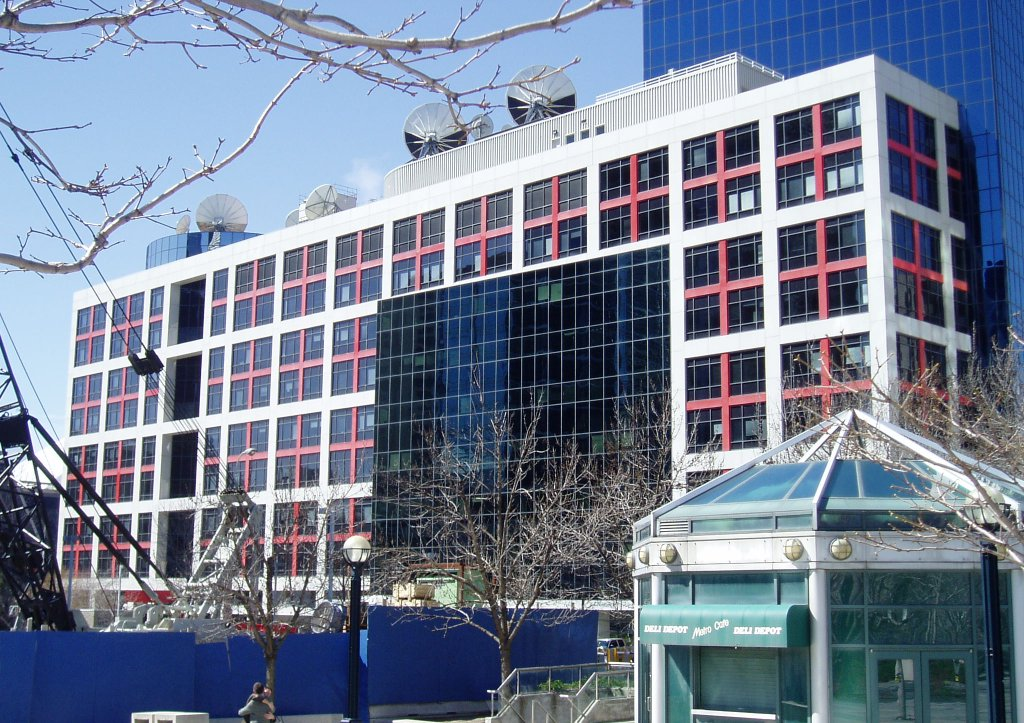
トロントのカナダ放送センター

CBCは以下の都市にリポーターを配置している。主な都市は（M）とリストされている。
- ユーコン準州ホワイトホース（M）
- ブリティッシュコロンビア州ビクトリア
- ブリティッシュコロンビア州バンクーバー（M）
- ブリティッシュコロンビア州カムループス
- ブリティッシュコロンビア州ケロウナ
- ブリティッシュコロンビア州ネルソン
- ブリティッシュコロンビア州プリンス・ジョージ
- ブリティッシュコロンビア州プリンスルパート
- ノースウエスト準州イエローナイフ（M）
- ノースウエスト準州イヌヴィック
- アルバータ州カルガリー（M）
- アルバータ州エドモントン（M）
- サスカチュワン州サスカトゥーン
- アルバータ州フォートマクマレー
- サスカチュワン州レジャイナ（M）
- マニトバ州ウィニペグ（M）
- マニトバ州ブランドン
- オンタリオ州サンダーベイ
- オンタリオ州ウィンザー（M）
- オンタリオ州ロンドン
- オンタリオ州サドバリー
- オンタリオ州キングストン
- オンタリオ州キッチナー・ウォータールー
- オンタリオ州ハミルトン
- オンタリオ州トロント（M）
- オンタリオ州オタワ（M）
- ケベック州モントリオール（M）
- ケベック州ケベック・シティー（M）
- ケベック州シェルブルック
- ニューブランズウィック州フレデリクトン（M）
- ニューブランズウィック州セントジョン
- ニューファンドランド・ラブラドール州ハッピーバレー・グースベイ（英語版）
- ニューブランズウィック州モンクトン
- ニューブランズウィック州バサースト
- ノバスコシア州ハリファックス（M）
- プリンスエドワードアイランド州シャーロットタウン（M）
- ノバスコシア州シドニー
- ニューファンドランド・ラブラドール州コーナーブルック
- ニューファンドランド・ラブラドール州ガンダー
- ニューファンドランド・ラブラドール州セントジョンズ（M）
- ヌナブト準州イカルイト

現在空所:
- マニトバ州トンプソン
- ニューファンドランド・ラブラドール州ラブラドール・シティ（英語版）
- ノースウエスト準州ヘイリバー[要出典]

### 海外
- ロンドン（M）
- エルサレム（M）
- 北京（M）
- ワシントンD.C.（M）
- ニューヨーク市（M）
- ロサンゼルス
- モスクワ

CBCはサテライト支局も使用しており、支局の外で話題が起こった時にリポーターが飛び込む。1990年代後半、CBCやその他のメディアは海外事業を縮小した。

## 海外特派員
- ロンドン - マーガレット・エバンス（英語版）[50]、クリス・ブラウン[51]、ジャレッド・トーマス
- エルサレム - デレク・ストッフェル[52]
- 北京 - ササ・ペトリシック（英語版）[53]
- ワシントンD.C. - ポール・ハンター（英語版）[54] /ケイティ・シンプソン（英語版）とマット・クォン、エレン・マウロ、リンゼイ・ダンコム[55]
- ニューヨーク - クリス・レイエス
- ロサンゼルス -
- モスクワ -

## 他国でのCBCニュース
1994年から2000年まで、CBCは、パワー・ブロードキャスティング（キングストンのCKWSの元所有者）とのベンチャーで、2つのネットワークを共同所有してた。
1. Newsworld International（英語版） （NWI） - CBC Newsworldの番組の多くを再放送したアメリカのケーブルチャンネル
2. トリオ（英語版） - 芸術と娯楽のチャンネル[要出典]

2000年、CBCとパワー・ブロードキャスティングは、これらのチャンネルをバリー・ディラーのUSAネットワークに販売した。ディラーの同社は後にヴィヴェンディ・ユニバーサルに買収され、ヴィヴェンディ・ユニバーサルはNBCに部分的に買収され、NBCユニバーサルを形成した。NBCユニバーサルは、CBCとの関連がなくなったトリオブランドをまだ所有していた（そして、2005年の終わりに、インターネットのみのブロードバンドチャンネルになった）。ただし、CBCは引き続きNWIを番組編成し、その番組の多くは国内のNewsworldサービスで同時放送された。
2004年後半、NWIの所有権がINdTVコンソーシアム（ジョエル・ハイアットと元アメリカ副大統領のアル・ゴアを含む）にさらに変更された結果、NWIは2005年8月1日にCBC番組の放送を停止し、「カレントTV」に名前が変更された。 2013年にアルジャジーラ・メディア・ネットワークに売却され、アルジャジーラ・アメリカになった。
2001年9月11日、C-SPANを含む、独自のニュース活動を行わないいくつかのアメリカの放送局が、ニューヨーク市とワシントンD.C.での同時多発テロに関するCBCの報道を行った。9月11日以降、C-SPANは、ピーター・マンスブリッジがアンカーを務めるCBCの夜のニュース番組『ザ・ナショナル』を放送した。この報道の質は、カナダ・ジャーナリズム財団によって特に認められた。編集長のトニー・バーマンは、サービスに代わって、「厳格な専門的実践、正確さ、独創性、公的説明責任」に対して、後にジャーナリズム優秀賞（2004年）を受賞した。
CBCとオーストラリア放送協会の共同調査により、旅行会社のグローバル・ワーク&トラベルが採用した疑わしい販売戦術が明らかになった。CBCとABCは、「人を騙しているように感じた」と伝えられた元営業担当者にインタビューした。